# Tarchalin
Tarchalin (pol. hist. Tarchalino) – wieś w Polsce położona w województwie wielkopolskim, w powiecie rawickim, w gminie Bojanowo.

## Historia
Miejscowość pierwotnie związana była z Wielkopolską. Ma metrykę średniowieczną i istnieje co najmniej od początku XV wieku. Po raz pierwszy wymieniana w łacińskim dokumencie z 1435 jako Tharchalyno, 1436 Tharchalino, 1481 Tarchalino, 1546 Tarchalyno.
Miejscowość była wsią prywatną należącą do lokalnej szlachty wielkopolskiej. W 1434 miejscowość leżała w powiecie kościańskim Korony Królestwa Polskiego. W 1564 należała do parafii Gołaszyn.
W 1435 Lutka Radomicka sprzedała swoją dziedzinę Tarchalin Janowi i Jakubowi braciom niedzielnym z Gościejewic za 300 grzywien szer. groszy. W 1472 podkomorzy kaliski Kasper Leszczyński miał dług u Piotra Witosławskiego w wysokości 113 florenów węgierskich, który zabezpieczył na wsiach Tarchalin, Olszewo, Drzeczkowo, Wolkowo, Piotrowice oraz Piegzino. W 1481 Kasper sprzedał z zastrzeżeniem prawa wykupu Pawłowi Wilkowskiemu cały Tarchalin za 350 florenów, a Paweł zapisał swojej żonie Katarzynie po 250 florenów posagu i wiana na połowie części wsi Smyczyna oraz na połowie sumy zapisanej na Tarchalinie. W 1495 długi Kaspra Leszczyńskiego spłaca jego brat Rafał Leszczyński marszałek dworu królewskiego, starosta łęczycki i brzeski oraz wykupuje wieś Tarchalin z zastawu.
W 1546 Kasper Siedlnicki dał swemu zięciowi Łukaszowi Rydzyńskiemu wieś Tarchalin jako cześć posagu wartości 1000 złotych dla swej córki Anny. W 1546 wspomniany Łukasz Rydzyński zapisał Annie po 1500 złotych posagu oraz wiana na połowach swych części wsi: Kłody, Tarnowej, Jarogniewicach, Gorzycach, Gorzyczek oraz na dobrach otrzymanych od swego teścia, czyli na połowie wsi Tarchalin oraz połowie wsi Kowalewo. W 1548 Łukasz Rydzyński sprzedał Marcinowi Zawadzkiemu z zastrzeżeniem prawa wykupu całą wieś Tarchalin za 1580 złotych. W 1579 majątek zmarłego Łukasza Rydzyńskiego podzielony został pomiędzy jego synów Jana i Łukasza Rydzyńskich. Łukasz otrzymał części Siedlnicy Kowalewa, całe Jarogniewice, Kawczyn, Szczypiorno i Łęgnowo, a Jan części Rydzyny wraz z miastem i zamkiem, części Kłody, Tarnowej, Gorzyc, Gorzyczek oraz cały Tarchalin.
Miejscowość odnotowana została także w historycznych rejestrach podatkowych. W 1530 miał miejsce pobór od 4 łanów. W 1563 pobór od 7 łanów, 10 komorników, wiatraka dziedzicznego, karczmy dorocznej oraz jednego rzemieślnika. W 1581 pobór odbył się od 4 łanów, 6 zagrodników, 4 ubogich komorników, dwóch komorników z bydłem, owczarza wypasającego 50 owiec oraz dwóch wiatraków dziedzicznych.
Wieś Tarchalino położona była w 1581 roku w powiecie kościańskim województwa poznańskiego w Rzeczypospolitej Obojga Narodów.
Wskutek II rozbioru Polski w 1793 wieś przeszła pod władanie Prus i jak cała Wielkopolska znalazła się w zaborze pruskim. W okresie Wielkiego Księstwa Poznańskiego (1815-1848) miejscowość należała do wsi większych w ówczesnym pruskim powiecie Kröben (krobskim) w rejencji poznańskiej. Tarchalin należał do okręgu bojanowskiego tego powiatu i stanowił odrębny majątek, którego właścicielem była wówczas Barbara Hendel z d. Rydzyńska h. Wierzbna, wdowa po Antonim. Według spisu urzędowego z 1837 roku wieś liczyła 150 mieszkańców, którzy zamieszkiwali 17 dymów (domostw).
W latach 1975–1998 miejscowość administracyjnie należała do województwa leszczyńskiego.